# پروپاگاندای شرکتی
پروپاگاندای شرکتی (به انگلیسی: corporate propaganda) به اقدام شرکت یا شرکت‌هایی گفته می‌شود که در راستای شستشوی مغزی افراد جامعه اقدام به جوسازی و انتشار اخبار جهت‌دار برای منافع خود می‌کنند. استفاده از پروپاگانداهای شرکتی به وفور در شرکت‌های تبلیغاتی، بازاریابی، سیاسی، تاریخی و روابط عمومی یافت می‌شوند. امروزه اختلاف نظرهایی وجود دارد مبنی بر قانونی بودن پروپاگاندا شرکتی و اینکه شرکت‌ها بر این باورند که تبلیغات در یک رقابت و بازار سالم حق مسلم برای شرکت‌هاست در صورتی که خیلی‌ها هنوز بر این باورند که پروپاگاندا شرکتی وسیله‌ای ست برای شستشوی مغزی افراد جامعه.

## اجزاء
برندینگ شرکت
برند یک شرکت به گروهی از محصولات گفته می شود که همه محصولات را به‌صورت ترکیب و متحد در بازار به صورت کالا یا سرویس با یک نام تجاری ارائه می کند. هدف اصلی تشکیل نام و برند تجاری ، مخفی کردن انگیزه اصلی سازمان یا بهبودی فرصت‌های شغلی می باشند.
در بحثی کلی تر تحقیقات نشان داده است که شرکت ها زمانی پروپاگاندای شرکتی را پیشی می گیرند که:
- به طرز علنی "عدم تقارن اطلاعات" بین شرکت و مشتری وجود داشته باشد ، این است که بگوییم مشتریان کمتر از خود شرکت در مورد محصول تولید شده اطلاعات دارند.
- مشتری احساس ریسک بالا در خرید محصولات شرکت دارد.
- ویژگی های شرکت در پشت نام تجاری می تواند مربوط به محصول یا خدماتی باشد که مشتری نظر خرید دارد.

استفاده از سکس در تبلیغات 
با استفاده از تحریکات جنسی شرکتها همیشه از این ترفند برای جذب مخاطب و مشتری استفاده میکردند.این شیوه میتواند از عکس برهنه دختران تا مردان عضله‌ای باشد. این شیوه فقط به برهنگی و بدن عریان و قسمتی پوشیده ختم نمی‌شود و حتی برای ویترین کردن محصولاتی مثل خودرو از بانوان پوشیده استفاده می شود.

## کلمات مجهول و کلمات حرفه‌ای
کلمات مجهول کلماتی هستند که توسط شرکت‌های بزرگ استفاده شده و برای جلب نظر مشتری می باشد و کلمات حرفه‌ای و یا صنفی نیز کلماتی هستند که دلیل طراحی آنها گیج کردن و یا تحت تاثیر قراردادن مشتری می باشد.
مثالی از کلمات مجهول:
- سینرژی
- نوآوری
- تفکر خارج از چارچوب
- جهانی‌شدن
- توسعه اقتصادی

مثالی از کلمات حرفه‌ای یا صنفی:
- برتری عملیاتی
- تغییر الگو
- روابط عمومی
- اجتناب از مالیات

## ارتباطات در بحران
ارتباطات در بحران یک تخصص فرعی محسوب می شود که وظیفه آن  محافظت و دفاع از اشخاص ، شرکت ها و سازمان‌ها در مقابل عواقب ناشی از اقدامات قابل اعتراض و خلاف چارچوب می باشد مانند فساد و خویشاوندگماری.
این چالش‌ها ممکن است از طرف یک ارگان دولتی صورت گیرد و یا یک ادعای کیفری ، استعلام رسانه ای ، دادخواست سهامداران ، نقض مقررات زیست محیطی یا هر یک از تعدادی سناریو دیگر که شامل حقوقی ، اخلاقی یا مالی است.
بحران یک فاجعه بزرگ است که ممکن است بخاطر خطای انسانی ، مداخله و یا قصد تخریب  رخ دهد.این می تواند شامل ویرانی های ملموس مانند تخریب‌های جانی و دارایی ها یا ویرانی های نامشهود مانند از بین رفتن اعتبار  یک سازمان باشد.

## ارتباطات  کارمندان/امور داخلی
با افزایش وسعت ارتباطات ، بسیاری از شرکت ها پروپاگاندا و  تبلیغات سوء را در بین کارمندان سطح پایین سازمان پخش می کنند. ارتباطات داخلی در قرن بیست و یکم بیشتر از یادداشت ها ، انتشارات و پخش هایی است که از آن تشکیل شده است. این در مورد ایجاد یک فرهنگ است که کارمندان به طور جدی به کارفرمایان خود وفادار باشند :
- کارآیی : ارتباطات داخلی در درجه اول برای انتشار اطلاعات در مورد فعالیتهای شرکت مورد استفاده قرار می گیرد.
- معنی مشترک: ارتباط داخلی برای ایجاد تفاهم مشترک در بین کارکنان در مورد اهداف شرکت استفاده می شود.
- ارتباطات : ارتباطات داخلی عمدتاً برای شفاف سازی ارتباط افراد و فعالیتهای شرکت مورد استفاده قرار می گیرد.
- رضایت: ارتباطات داخلی برای بهبودی رضایت شغلی استفاده می شود.

## روابط سرمایه گذار
عملکرد روابط سرمایه گذار  توسط شرکت هایی استفاده می شود که سهام آنها را در بورس کالا تجارت می شود. در چنین شرکت هایی ، هدف متخصص روابط سرمایه گذار، انتشار تبلیغات در بین سهامداران مالی فعلی و بالقوه - یعنی سرمایه گذاران خرده فروشی ، سرمایه گذاران نهادی و تحلیلگران مالی است.
نقش روابط سرمایه گذار تحقق سه وظیفه اصلی است:
- مطابق مقررات عمل کردن؛
- با مخاطبان کلیدی مالی رابطه مطلوب ایجاد کردن؛
- در ساخت و حفظ چهره و شهرت شرکت سهیم شدن.